# Euphorbia otjipembana
Euphorbia otjipembana es una especie fanerógama perteneciente a la familia de las euforbiáceas. Es endémica de Namibia.

## Descripción
Es un subarbusto espinoso suculento que alcanza un tamaño de 40 cm de altura, ramificado desde la base, con tallos fuertes y angulosos, de 1-3 cm de diámetro, a veces con ramitas cortas hacia la punta de las ramas.

## Ecología
Se encuentra en las laderas rocosas del bosque enano de mopane, con especies de Cryphostemma; a una altitud de  1330 metros en Namibia, en la frontera con Angola.
Es una especie rara, no recogida durante 27 años. Similar a Euphorbia kaokoensis pero con diferentes espinas, y a Euphorbia subsalsa pero de menor tamaño y hojas de diferentes.

## Hábitat
Su hábitat natural son los bosques secos tropicales o subtropicales.

## Taxonomía
Euphorbia otjipembana fue descrita por Leslie Charles Leach y publicado en Dinteria: contributions to the flora of South West Africa 12: 29–33. 1976
Etimología
Euphorbia: nombre genérico que deriva del médico griego del rey Juba II de Mauritania (52 a 50 a. C. - 23), Euphorbus, en su honor – o en alusión a su gran vientre –  ya que usaba médicamente Euphorbia resinifera. En 1753 Carlos Linneo asignó el nombre a todo el género.
otjipembana: epíteto geográfico